# Рунга
Рунга (чув. Рункӑ) — село в Буинском районе Татарстана. Административный центр Рунгинского сельского поселения.

## География
Находится в юго-западной части Татарстана на расстоянии приблизительно 4 км на запад по прямой от районного центра города Буинск у речки Карла.

## История
Известно с 1641 года как деревня. В начале XX века было волостным центром, действовала церковь и земская школа. В 1913 году было 202 двора.

## Население
Постоянных жителей насчитывалось: в 1795 — 624, в 1859 — 533, в 1897 — 1195, в 1913 — 1326, в 1920 — 1193, в 1926 — 1086, в 1938 — 1125, в 1949 — 991, в 1958 — 964, в 1970 — 1168, в 1979 — 1133, в 1989 — 831. Постоянное население составляло 867 человек (чуваши 97 %) в 2002 году, 842 — в 2010.